# Otiothops birabeni
Espèce
Otiothops birabeni est une espèce d'araignées aranéomorphes de la famille des Palpimanidae.

## Distribution
Cette espèce se rencontre en Argentine et au Brésil.

## Description
Le mâle décrit par Platnick en 1975 mesure 4,43 mm.

## Étymologie
Cette espèce est nommée en l'honneur de Max Birabén.

## Publication originale
- Mello-Leitão, 1945 : Arañas de Misiones, Corrientes y Entre Ríos. Revista del Museo de La Plata (Nueva Serie), Zoología, vol. 4, p. 213-302.